# CMC Markets
CMC Markets plc ist ein 1989 gegründeter britischer Finanzdienstleister mit Sitz in London. Der Schwerpunkt der Aktivitäten liegt im Online-Handel von Finanzderivaten.
Im Geschäftsjahr 2021 erzielte CMC Markets weltweit ein operatives Nettoeinkommen von 409 Millionen Pfund Sterling.
Die deutsche Tochtergesellschaft von CMC Markets hat ihren Sitz in Frankfurt am Main.

## Unternehmensgeschichte

Historisches Logo

1989 gründete Peter Cruddas das Unternehmen in London, seit 1992 wird CMC Markets durch die Börsenaufsichtsbehörde FSA reguliert. 1996 startete das Unternehmen weltweit die erste Devisen-Handelsplattform im Internet, 2000 begann der Handel mit Differenzkontrakten (Contracts for Difference, CFD). In den Jahren darauf eröffnete CMC Markets Filialen in Sydney, New York, Peking, Hong Kong und Toronto. Seit 2005 ist das Unternehmen durch Niederlassungen in den Städten Frankfurt am Main und Wien vertreten. 2016 ging CMC Markets an die Börse.
Mit 9 % Marktanteil im Jahr 2009 war CMC Markets zweitgrößter Market-Maker für CFDs nach IG Index, die über 30 % Marktanteil verfügten, und vor City Index mit 8 % und Capital Spreads mit 6 %.

## Regulierung
Die CMC Markets UK plc ist ein von der britischen Finanzdienstleistungsaufsicht Financial Conduct Authority (FCA) sowie die CMC Markets Germany GmbH ein in Deutschland von der Bundesanstalt für Finanzdienstleistungsaufsicht (BaFin) zugelassenes und reguliertes Wertpapierinstitut.

## Kritik und Ermittlungen
2013 wurden Ermittlungen gegen den Gründer von CMC Markets, Peter Cruddas, eingeleitet. Das Ermittlungsverfahren wurde 2015 mangels hinreichendem Tatverdachts jedoch wieder eingestellt.